# Тени (фильм, 2007)
«Тени» (макед. Сенки) — фильм македонского режиссёра Милчо Манчевского, вышедший на экраны в 2007 году. Его премьера состоялась на Торонтском МКФ, позже он был выдвинут Македонией на участие в кинопремии Оскар, но не получил номинацию.
Слоган фильма: «Иногда мёртвые говорят громче, чем живые» (макед. Понекогаш мртвите зборуваат погласно од живите)

## Сюжет
Молодой врач Лазар Перков попадает в серьёзное ДТП, на полное восстановление после которого у него уходит год. Но и выздоровев, он понимает, что с ним не всё в порядке. Лазар видит старую женщину в чёрном, говорящую с ним на непонятном языке. Дабы выяснить, что она от него хочет, он идёт к специалисту по языкам, профессору Коколе. Но тот на семинаре, выяснить смысл сказанных старухой слов Лазару помогает женщина, представившаяся его женой и помощницей, Менкой Кокале. Старуха говорила на вымершем диалекте «Отдай то, что тебе не принадлежит».
Лазар в замешательстве. Он не брал ничего чужого, но Менка подсказывает, что возможно эта фраза относится к одному из членов его семьи. Мать, директор клиники, где работает Лазар; отец или жена, кто то из них потревожил духов, но общаться они могут только через Лазара. Ситуация усложняется, когда он узнает, что жена профессора Коколе погибла несколько лет назад, и не имела ни малейшего внешнего сходства с Менкой.

## В ролях
| Актёр               | Роль                |
| ------------------- | ------------------- |
| Борче Начев         | Лазар Перков        |
| Салаетин Билал      | Герасим             |
| Весна Станоевска    | Менка               |
| Сабина Айрула-Тозия | Вера Перкова        |
| Ратка Радманович    | Калина              |
| Петар Мирчевский    | Благойче            |
| Илко Стефановский   | доктор Карпузовский |
| Владимир Ячев       | доктор Шишкин       |
| Гоце Влахов         | профессор Кокале    |
| Филарета Здравкович | Гордана             |
| Диме Илиев          | Игнят Перков        |